# Bill Bradley
William Warren „Bill“ Bradley (* 28. Juli 1943 in Crystal City, Missouri) ist ein US-amerikanischer Politiker und ehemaliger Basketballspieler.
Für die Demokratische Partei gehörte er von 1979 bis 1997 als Vertreter des Bundesstaates New Jersey dem US-Senat an. Als Basketballer war er zwischen 1967 und 1977 in der nordamerikanischen Profiliga NBA für die New York Knicks aktiv.

## Laufbahn

### Basketballkarriere
Als herausragender Highschool-Sportler bekam Bradley über 70 Angebote für Sportstipendien, unter anderem auch von Kentuckys Adolph Rupp. Da Bradley aber größeren Wert auf seine Bildung als auf Sport legte, entschied er sich 1961 für ein Studium bei der Universität Princeton auf eigene Kosten.

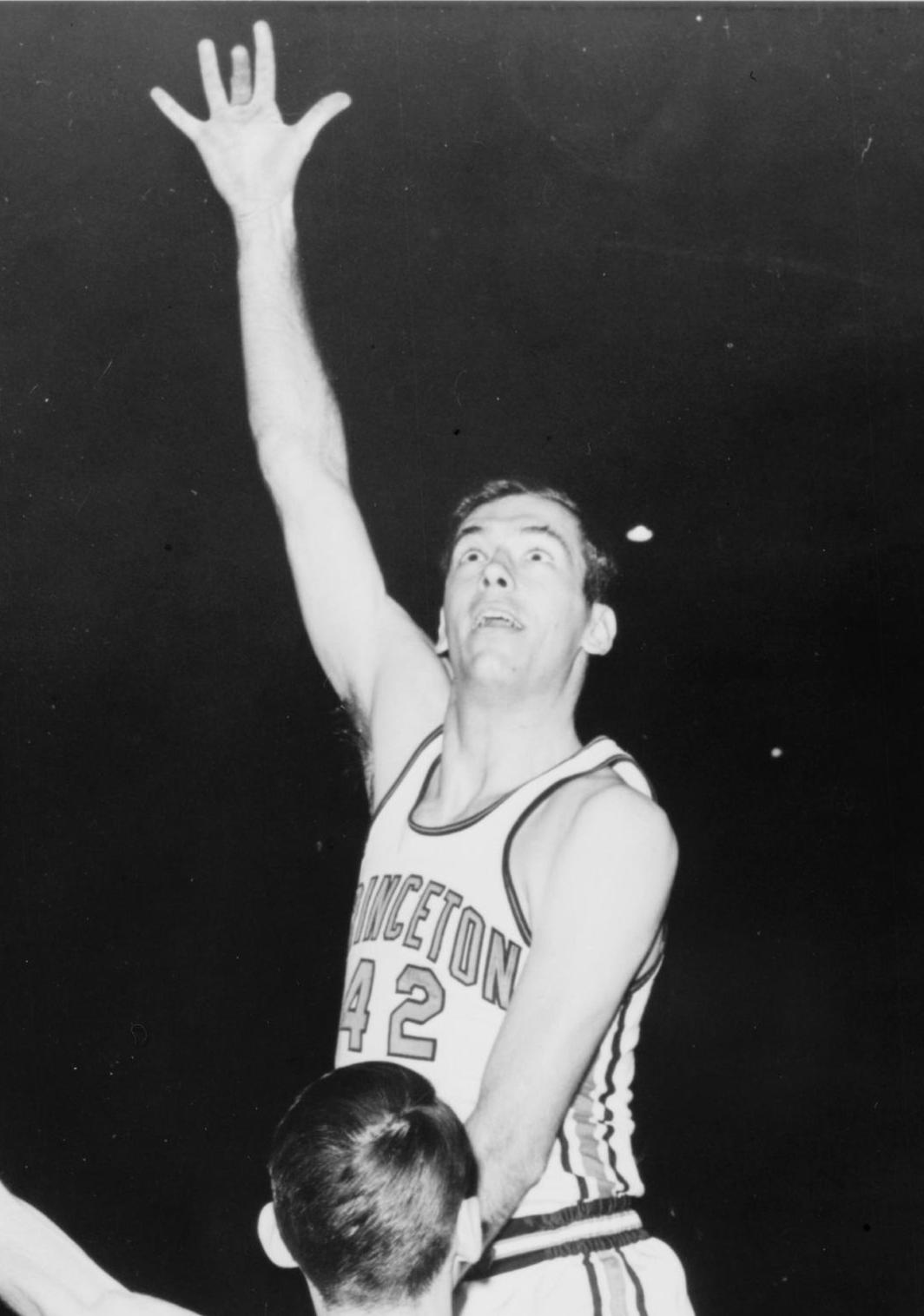
Bill Bradley als College-Spieler (1964)

Als überragender Spieler der Ivy League wurde Bradley dreimal ins All-American-Team ('63 bis '65) und einmal zum Spieler des Jahres (1965) gewählt. Bei der Olympia '64 gewann er mit dem Team der USA die Gold-Medaille.
Vor dem regulären Draft von 1965 zogen ihn die New York Knicks als sogenannten „Territorial pick“, doch Bradley entschied sich nicht sofort für eine Karriere als Profisportler. Als Gewinner eines Rhodes-Stipendiums am Worcester College an der Universität von Oxford studierte er noch bis 1967 in England. Zwischenzeitlich spielte er in Italien Basketball bei Olimpia Milano.
1967 wechselte er schließlich in die NBA. Als wichtiger Teil eines außergewöhnlichen Knicks-Teams mit Willis Reed, Walt Frazier und Dave DeBusschere gewann er 1970 die NBA-Meisterschaft, und eine weitere im Jahr 1973. Er beendete seine Basketball-Karriere 1977 nach zehn Jahren bei den Knicks. 1983 wurde Bradley in die Naismith Memorial Basketball Hall of Fame aufgenommen.

### Politik
Bradley entschied sich für eine Karriere in der Politik und wurde 1979 US-Senator für den Bundesstaat New Jersey, was er bis 1997 blieb. Als populärer Politiker galt er 1988 als möglicher Präsidentschaftskandidat, entschied sich aber erst 2000 für einen Anlauf und verlor in den Vorwahlen gegen Vizepräsident Al Gore.

## Sonstiges
Bradley ist Mitglied der American Academy of Arts and Sciences (seit 1996) und der American Philosophical Society (seit 1997). 2015 wurde ihm der japanische mehrfarbige Orden der Aufgehenden Sonne am Band verliehen.
Bradley war von 1974 bis 2007 mit der Hochschullehrerin und Autorin Ernestine Bradley, geborene Misslbeck, geschiedene Schlant, verheiratet.